# يو سوزوكي
يو سوزوكي (باليابانية:鈴木 裕) هو مصمم ومبرمج ألعاب فيديو ياباني وهو الرئيس سيجا إيه إم 2 وهو معروف بتطوير ألعاب آركيد من أشهرها : هانغ أون وأوت ران وفيرتشوا فايتر و لعبة شينمو على الجهاز دريم كاست.

## وصلات خارجية
- Yu Suzuki profile on موبي جيمز
- يو سوزوكي على موقع IMDb (الإنجليزية)
- يو سوزوكي على موقع ميوزك برينز (الإنجليزية)
- يو سوزوكي على موقع قاعدة بيانات الفيلم (الإنجليزية)
- YS Net (official site)
- System16 - The Arcade Museum
- Interview with Yu Suzuki and Will Wright, June 2002
- (باليابانية) Yu Suzuki, Akira Nagae. Suzuki Yu - Game Works Vol. 1. 2002, ASPECT, (ردمك 4-7572-0889-8)
- Shenmue.planets.gamespy.com